# Linux
Linux je ime za jezgru (engl. kernel) računalnog operacijskog sustava sličnog Unixu, ali najčešće i za cijeli operacijski sustav utemeljen na toj jezgri. Ime je dobio po svom izvornom autoru Linusu Torvaldsu. Prije nego što je Torvalds napravio novu jezgru za Intelov mikroprocesor 80386, operacijski sustavi slični Unixu u pravilu nisu bili primjenjivi za kućnu upotrebu, već samo za istraživačke i uredske poslove. Linus Torvalds je napravio svoj kernel po uzoru na SunOS (danas Solaris), koji je koristio na fakultetu. Nakon što je neko vrijeme sam koristio kernel, Linus je objavio izvorni kod na Internetu (1991) te pozvao ljude da sudjeluju u daljnjem razvoju. Mnogi programeri su prihvatili poziv, tako da je jezgra Linuxa zajedničko djelo programera diljem svijeta. Isto tako, i operacijski sustav nastao na jezgri Linuxa je djelo zajednice tisuća programera.
Linux je slobodan softver. Za njegov spontani razvoj zaslužni su brzi razvoj globalne komunikacijske mreže i GPL licenca za korištenje. To je omogućilo stvaranje i rast globalne zajednice suradnika – korisnika i programera, koji su omogućili da Linux dođe na naslovne stranice i postane prepoznatljivo ime.

## Povijest i sadašnja pozicija Linuxa
Linux je nastao 5. listopada 1991. Tog je dana izašla prva službena inačica Linuxa - 0.02.
Od tada broj ljudi koji radi na Linuxu, bilo kao programeri (razvijatelji kernela ili Linux aplikacija) stalno raste.
No, sama jezgra ne čini cjelokupan operacijski sustav. Pojedinci s raznih sveučilišta i programeri diljem svijeta spojili su jezgru Linuxa s programima iz projekta GNU Richarda Stallmana i tako dobili funkcionalan operacijski sustav. U tim ranim danima u linuxu se uglavnom radilo u tekstualnom sučelju, ali je već 1996. utemeljen projekt KDE koji je dao linuxu i drugim sustavima sličnima Unixu vrhunski grafički desktop. Činjenica da KDE u početku nije bio slobodan softver potaknula je godinu kasnije razvoj grafičkoga korisničkog sučelja GNOME.
U ranim danima linux je služio kao eksperimentalni sustav koji su koristili studenti, hakeri, programeri i općenito ljudi orijentirani na rad s računalima. Nije bilo šire komercijalne upotrebe. To se promijenilo s nastankom Apache Web Servera, koji je zajedno s linuxom pružio pouzdano i besplatno rješenje za pogonjenje velikog broja web stranica. Tako je linux u nekoliko godina istisnuo mnoge druge sustave slične Unixu te u velikoj mjeri i Windows NT sa serverskog tržišta.
Napredovanje linuxa na desktopu ide puno sporije te je linux još uvijek rijetka pojava na kućnim i uredskim računalima. S vremenom je nastalo mnogo novih programa za linux: uredski paketi, sve vrste programa za internet, PDF, gledanje i uređivanje slika, multimediju, snimanje CD/DVDa te mnogi specijalizirani programi. Može se reći da danas za linux postoje svi potrebni programi za prosječnog kućnog i uredskog korisnika koji se ne igra previše i ne koristi svoj računalo za visoko specijaliziranu profesionalnu svrhu.
Što se sigurnosti tiče, za sada postoji samo neznatan broj virusa, spyware-a i adware-a koji rade na linuxu, većina kojih je proof-of-concept (eng. dokaz zamisli) koji nisu u optjecaju, a osim toga osnovni dizajn linuxa i pratećeg softvera je takav da otežava ozbiljne upade u sustav. Osim sigurnosti, stabilnost je također jedna od prednosti ovog operacijskog sustava. Tome pridonosi modularan dizajn Linuxa (jezgre) koja omogućava da se pojedini dijelovi sistema zaustavljaju i ponovno pokreću po potrebi, što kod npr. instalacije grafičkog pogonskog programa znači da se računalo ne mora ponovno pokrenuti, već je dovoljno učitati novi modul i ponovno pokrenuti grafički podsustav. Isto vrijedi i za ostale pogonske programe.
Linux može imati više grafičkih sučelja (desktopa). Ako koristi neki vizualno siromašniji, može raditi i na sporijim računalima, koji bi za Windows bili preslabi.
Prodor linuxa na kućna računala te u poslovni svijet usporava činjenica da se igre uglavnom ne rade za linux, a nedostaju i mnogi profesionalni programi. Poseban problem su i pogonski programi (driveri) koje tvrtke rijetko izdaju ili korisnici odbijaju koristiti, što zbog nesuglasica oko stavova po pitanju slobodnog sofvera, što zbog brzog i pomalo divljeg razvoja linux jezgre koji otežava pisanje drivera. Iz tih razloga, linux zajednica teško surađuje s velikim komercijalnim tvrtkama koje bi mogle pomoći u podršci i širenju linuxa. Konačno, tu je i problem postojanja velikog broja distribucija, to jest, nekih specifičnih razlika među njima.
Ipak, polako ali sigurno, linux prodire na desktop. Nastaje više linux distribucija prilagođenih početnicima. Izmišljen je i LiveCD, koncept koji omogućava dizanje sistema s CD/DVD-a i USB-a te isprobavanje linuxa bez trajnog snimanja na disk. Mnoge distribucije dolaze kao liveCD-i s mogućnošću instalacije na korisnikov disk. U svijetu je linux postao veliki posao, i to ne samo među serverima. Nažalost, Hrvatska tu jako zaostaje za svijetom.

## Nesuglasice oko naziva
Neki članovi zajednice dijele mišljenje Free Software Foundation-a (zaklade koja stoji iza projekta GNU), i smatraju da se naziv "Linux" može koristiti samostalno samo kad se govori isključivo o jezgri (eng. kernel). Budući da je jezgra uklopljena u operacijski sustav GNU - umjesto njihove nedovršene jezgre Hurd - Free Software Foundation smatra da je ispravan naziv GNU/Linux (ili GNU+Linux), te da je to samo jedna od varijanti operativnog sustava GNU.  Dok neke distribucije jasno ističu naziv GNU/Linux - najistaknutiji primjer je Debian GNU/Linux - većina medija i korisnika koristi naziv Linux. Pristaše naziva GNU/Linux ističu kako je taj naziv bitan zbog širenja ideje o slobodnom softveru.
Linus Torvalds, kao i većina zajednice, odbacuje naziv GNU/Linux. Kao razlog, Torvalds navodi da se ovaj operacijski sustav ne sastoji samo od Linuxa (jezgre) i GNU projekta, te da se se korištenjem imena GNU/Linux zapostavljaju drugi važni projekti (kao primjer navodi Xorg), bez kojih je teško zamisliti Linux danas. Osim toga, operacijski sustavi su često dobivali ime po jezgri.

## Distribucije Linuxa
Distribucija Linuxa je cjeloviti operacijski sustav sastavljen od jezgre Linuxa (s pogonskim programima), GNU sistemskih i aplikacijskih programa, dokumentacije, izvornog koda, grafičkog servera (Xorg ili wayland) i grafičkog okruženja. Osim tih osnovnih dijelova, različite distribucije uključuju veći ili manji broj ostalih korisničkih programa specifične namjene. Svaka distribucija je podešena prema željama autora i korisnika za određenu namjenu. Većina uključenog softvera jest free software/open-source koji distribuiraju održavatelji (eng. maintainers) i u prekompajliranim binarnim paketima i u source (izvornoj) formi, te tako dopuštaju korisnicima mijenjanje i kompajliranje originalnog izvornog koda kako oni žele. Drugi softver uključen u distribucije može biti vlasnički (eng. proprietary) i možda nije raspoloživ u source formi.
Nemoguće je utvrditi točan broj distribucija, a ne postoji niti jasan kriterij što čini Linux distribuciju. Veliki broj distribucija kao i nepostojanje standarda – poput jedinstvenog načina instaliranja programa – mnogim korisnicima računala otežava prelazak na Linux, ali i komercijalnu upotrebu.
Većina uključenog softvera je besplatni softver otvorenog koda (free software/open-source) koji distribuiraju održavatelji i u već kompajliranim binarnim paketima i u izvornoj formi, te tako dopuštaju korisnicima mijenjanje i kompajliranje originalnog izvornog koda kako oni žele. Drugi softver uključen u distribucije može biti vlasnički (engl. proprietary) i njegov izvorni kod ne mora biti raspoloživ.
Distribucije se mogu podijeliti u tri osnovne skupine s obzirom kako se distribuira softver uz pojedinu distribuciju. Softver se može distribuirati samo u izvornom kodu (kao kod distribucije Gentoo) ili u zato predviđenim paketima (koji sadrže izvršne inačice softvera) ili pak kao izvršni programi ili skripte koje same instaliraju softver (također u izvršnom obliku). Dva najčešća sustava za upravljanje paketima su rpm i dpkg pa se stoga distribucije koje ih koriste često nazivaju nazivaju RPM-distribucije, odnosno distribucije temeljene na Debianu. U distribucije vrste RPM spadaju npr. RHEL, Fedora, Mandriva, PCLinuxOS, OpenSuse, dok u distribucije vrste Debian spadaju, osim samog Debiana, i Ubuntu, Xandros, Mepis, Knoppix, Sidux i dr.

### Istaknute distribucije
- Slackware. Najstarija aktivna distribucija namijenjena iskusnim korisnicima, s nekim zastarjelim mehanizmima funkcioniranja, ali s reputacijom stabilnog, sigurnog i pouzdanog sustava.
- Debian. Veliki međunarodni projekt s filozofijom slobodnog softvera u osnovi. Osnova za najveći broj drugih distribucija.
- Ubuntu. Distribucija temeljena na Debianu, iza koje stoji veliki kapital, što je pomoglo naglom širenju popularnosti.
- Mint. Po mnogima najjednostavnija distribucija bazirana na Ubuntu.
- Fedora. Temelji se na bivšoj RedHat distribuciji i služi kao osnova kompaniji RedHat za izradu komercijalnog linuxa.
- OpenSuSE. Besplatna verzija komercijalne Novell-ove distribucije Suse. Vrlo prilagođena početnicima.
- Mandriva. (bivši Mandrake) Izvorno nastao kao klon Redhat distribucije, razvio se u zasebnu distribuciju jako prilagođenu početnicima.
- Gentoo. Distribucija namijenjena isključivo onima koji žele do kraja ući u svijet linuxa. Instalacija zahtjeva kompajliranje cijelog sustava iz izvornog koda što može trajati danima.
- Knoppix. Također varijanta Debiana, poznat kao prvi LiveCD.
- Red Hat. Jedna od najstarijih komercijalnih distribucija.
- Kali Linux. Operativni sustav temeljen na Debianu koje dolazi s instaliranim paketima koji služe za sigurnosno testiranje ostalih tehnologija.

### Ostale distribucije
- Arch Linux
- Puppy Linux
- NixOS

## Istaknute aplikacije
Uredske aplikacije
- Thunderbird, Kontact, GNOME Evolution (osobni organizatori)
- LibreOffice, GNOME Office, Koffice (uređivanje teksta, tablica, prezentacija i baza podataka)
- TeX Live, LyX (slog za tisak s pomoću LaTeX-a)
- Scribus (stolno izdavaštvo)

Multimedijske aplikacije
- Gimp, Blender, Inkscape, Darktable, Hugin (programi za stvaranje i uređivanje slika)
- VLC, Mplayer, Kaffeine, AmaroK, Rhytmbox, Audacious (multimedijski svirači)
- Audacity, Ardour (snimanje i obrada zvuka)
- Firefox, Google Chrome, Epiphany, Konqueror, Opera (preglednici)

Grafička okruženja
- KDE
- GNOME
- Xfce
- Fluxbox
- LXDE

Aplikacije za poslužitelje
- Apache, proFTPd, vsFTP
- PHP, Perl, Ruby (skriptni programski jezici)
- mySQL, postgreSQL (baze podataka)
- Postfix, Courier, Horde
- VHCS

Ostalo
- Mdadm, pomoćni program

## Vanjske poveznice
- HULK – Hrvatska udruga linux korisnika  Arhivirana inačica izvorne stranice od 21. siječnja 2002. (Wayback Machine)
- Linux za sve – Portal napravljen za pomoć novim, a i iskusnijim korisnicima linuxa
- http://www.linux.org/
- http://www.distrowatch.com/